# Avila Star
Die Avila Star war ein 1927 in Dienst gestelltes Passagierschiff der britischen Reederei Blue Star Line, das für den Transatlantikverkehr gebaut wurde und Passagiere und Fracht von Großbritannien nach Südamerika brachte. Sie war eines der größten Passagierschiffe, die die Blue Star Line je in Dienst stellte. Am 5. Juli 1942 wurde das Schiff, das unbewaffnet war und nicht in einem Konvoi fuhr, östlich der Azoren von dem deutschen U-Boot U 201 torpediert und versenkt. 84 Passagiere und Besatzungsmitglieder kamen ums Leben. Die Avila Star war das größte der insgesamt 24 von U 201 versenkten Schiffe.

## Das Schiff

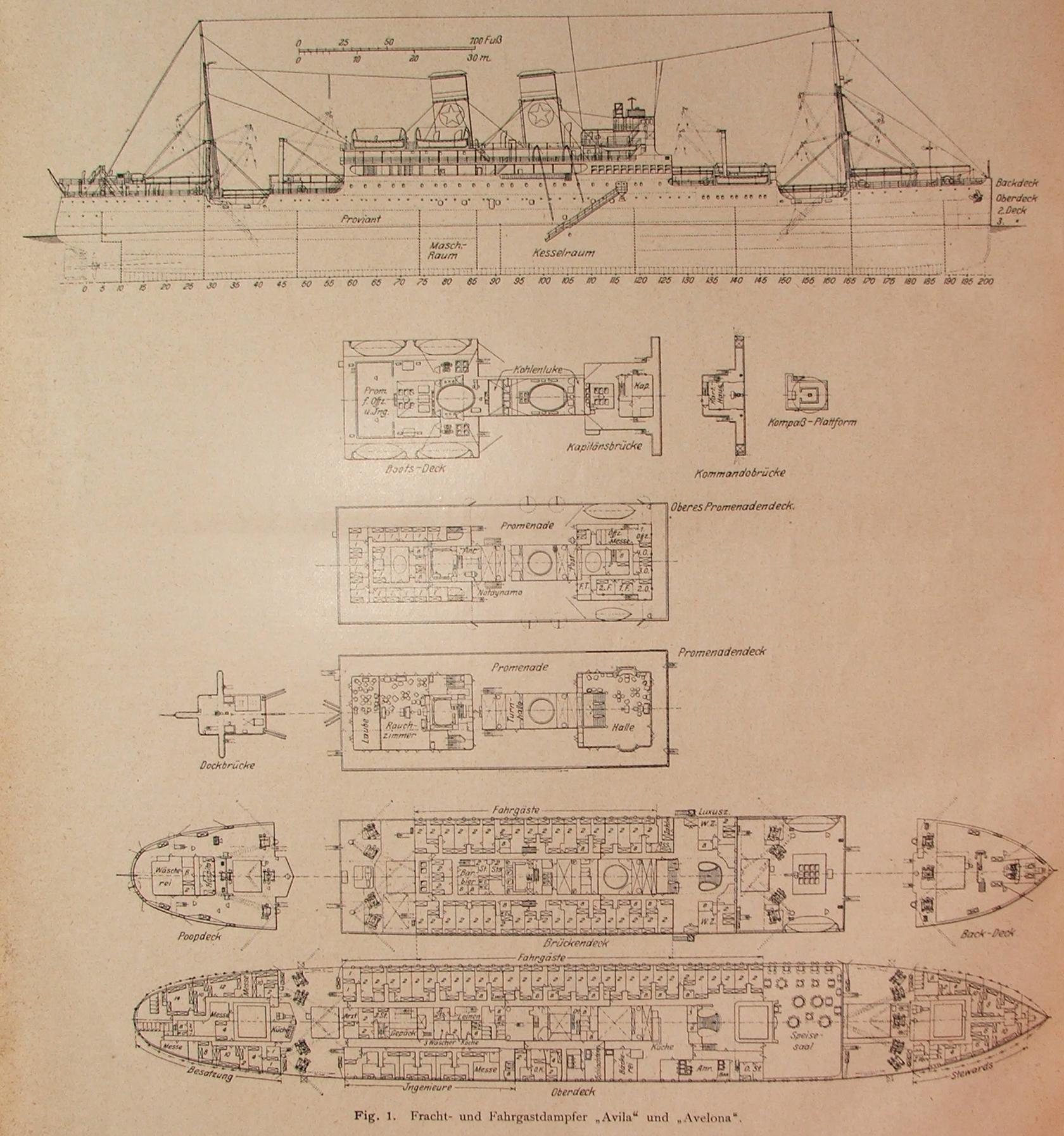
Deckpläne der Avila und der Avelona.

Die Avila Star wurde 1927 auf der Werft John Brown & Company in Clydebank bei Glasgow gebaut. Sie war das vierte eines Quintetts von Schwesterschiffen, die die 1911 gegründete britische Schifffahrtsgesellschaft Blue Star Line in Auftrag gab. Ihre Schwesterschiffe waren die Almeda Star (1926) mit 14.935 BRT, die Andalucia Star (1927) mit 14.934 BRT, die Arandora Star (1927) mit 14.694 BRT und die Avelona Star (1927) mit 13.376 BRT. Die Gruppe von Schwesterschiffen war größtenteils identisch und wurde allgemein The Luxury Five (zu Deutsch: „Die luxuriösen fünf“) genannt.
Sie wurde von zwei Sätzen von Parsons-Dampfturbinen angetrieben, welche über einfache Getriebesätze auf Doppelschrauben mit 120 Umdrehungen in der Minute wirkten. Der nötige Dampf wurde in drei Doppel- und zwei Einend-Dampfkesseln erzeugt. Die Laderäume mit sechs Ladeluken und einem Fassungsvermögen von 12.000 m³ waren vollständig zum Transport von Kühlladung isoliert und wurden mit insgesamt 27 Ladebäumen beladen und gelöscht. Neben dem Speisesaal und dem Rauchsalon verfügte die Avila Star über zwei Promenadendecks, einen Musiksalon und ein Verandacafé. Alle Gesellschaftsräume hatten eine Höhe von 3,50 Metern.
Das Schiff lief am 22. September 1926 unter dem Namen Avila vom Stapel, wurde am 25. März 1927 fertiggestellt und lief am 1. April 1927 zu seiner Jungfernfahrt nach Madeira, Rio de Janeiro, Santos, Montevideo und Buenos Aires aus. Es wurde für Überfahrten zu verschiedenen südamerikanischen Ländern wie Argentinien und Brasilien eingesetzt und konnte 162 Passagiere Erster Klasse befördern. Erst im Mai 1929 wurde der Dampfer in Avila Star umbenannt. In jenem Jahr wurden alle fünf Schwesterschiffe umgebaut und verlängert, und bei allen wurde der Zusatz „Star“ an den bisherigen Namen angehängt. Durch die Umbaumaßnahmen erhöhte sich der Rauminhalt des Schiffes von ursprünglich 12.872 BRT auf 14.443 BRT. 1935 kam es in der Werft Palmers Shipbuilding and Iron Company in der englischen Stadt Jarrow (Tyne and Wear) zu weiteren Änderungen, unter anderem wurde der Bug des Dampfers nach der Maierform-Bauart umgestaltet.

## Versenkung

### U-Boot-Angriff
Am Freitag, dem 12. Juni 1942 lief die Avila Star in Buenos Aires unter dem Kommando des 66-jährigen Kapitäns John Fisher zu einer weiteren Überfahrt nach Großbritannien mit Zwischenstopps in Rio de Janeiro und Freetown (Sierra Leone) aus. An Bord waren 166 Besatzungsmitglieder und 30 Passagiere, darunter zehn Frauen. Zur Ladung gehörten 5.659 Tonnen eingefrorenes Fleisch. Während der Reise fanden täglich Rettungsübungen mit Passagieren und Crewmitgliedern statt. Zusätzlich wurden die Reisenden mit roten elektrischen Signalleuchten versorgt, die man sich an die Kleidung heften konnte und anhand derer man im Wasser leichter zu lokalisieren sein sollte. Alle Rettungsboote waren mit Wasser, Lebensmitteln, Kleidung, Arzneien und Brandy ausgerüstet.
Am Abend des 5. Juli befand sich das Schiff etwa 90 Seemeilen östlich der Azoreninsel São Miguel. Sie war unbewaffnet und fuhr ohne Geleitschutz. Das Wetter war ruhig und über dem Wasser lag ein leichter Dunst. Aufgrund der bekannten U-Boot-Gefahr in jenen Gewässern wurden verschiedene Sicherheitsmaßnahmen berücksichtigt: Die Avila Star war komplett abgedunkelt, fuhr in einem konstanten Zickzackkurs und die Passagiere waren dazu angehalten worden, ständig angekleidet zu sein und Schwimmwesten zu tragen.
U 201, ein deutsches U-Boot des Typs VII C unter dem Kommando von Kapitänleutnant Adalbert Schnee, entdeckte das ostwärts dampfende Passagierschiff, verfolgte es mehrere Stunden und schoss um 21.05 Uhr ohne Vorwarnung zwei G7-Torpedos ab. Die Geschosse schlugen auf der Steuerbordseite in den Maschinenraum ein, wodurch die Avila Star sofort schwere Schlagseite nach Steuerbord bekam. Die Lichter flackerten noch kurz und gingen dann aus. Sofort erging die Order, das Schiff zu verlassen.
Passagiere und Besatzungsmitglieder kamen sehr schnell an Deck und bestiegen die Boote. Die Evakuierung verlief den Verhältnissen entsprechend geordnet und ohne Panik, aber es kam auch zu Zwischenfällen. Das Seil am Heck von Rettungsboot Nr. 5 gab nach und ließ das Boot senkrecht in der Luft hängen, wodurch seine Insassen in die See geworfen wurden. Noch während der Evakuierungsaktion torpedierte U 201 die bereits sinkende Avila Star erneut. Die Detonation erfolgte direkt unter dem gerade zu Wasser gelassenen voll besetzten Rettungsboot Nr. 7., das in die Luft flog und seine Passagiere heraus schleuderte. Öl lief aus dem beschädigten Schiffsrumpf aus und verklebte die Kleidung der im Wasser treibenden Menschen. Um 22.10 Uhr, eine Stunde und fünf Minuten nach dem ersten Angriff, ging die Avila Star mit dem Bug voran auf der Position 38.04N 22.46W unter. Sie befand sich bereits unter Wasser, als ihre Kessel explodierten. Kapitän Fisher verließ als eine der letzten Personen das Schiff. Er nahm sich ein Ruder und sprang über Bord. Nach mehreren Stunden im kalten Wasser verließen den 66-jährigen jedoch die Kräfte und er ertrank.

### In den Rettungsbooten
Sieben Rettungsboote hatten vor dem Untergang der Avila Star gefiert werden können, zwei davon waren jedoch verunglückt und unbrauchbar. Nr. 8, das einzige mit einem Motor, war beschädigt und musste ausgeschöpft werden. Die Boote blieben zusammen und warteten auf Rettung. Es gab mehrere Verletzte und viele Überlebende waren ölverschmiert und erschöpft. Als auch nach drei Tagen keine Rettung in Sicht war, entschied sich der Erste Offizier der Avila Star, Michael B. M. Tallack, am Abend des 8. Juli mit dem Motorboot Nr. 8 die anderen Boote zurückzulassen und die etwa 600 Meilen entfernte portugiesische Küste anzusteuern, um Hilfe zu holen. Nur eine Stunde nachdem er aufgebrochen war, wurde er von dem portugiesischen Zerstörer Lima gesichtet, der sich unter dem Kommando von Kapitän Rodriguez auf dem Weg von Lissabon nach Ponta Delgada auf den Azoren befand. Die Lima nahm die Überlebenden von Nr. 8 auf und fand kurz danach auch die Rettungsboote Nr. 1 und 4.
Die beiden übrigen Boote, Nr. 2 und 6, wurden auch nach einer 24-stündigen Suchaktion nicht gefunden. Sie steuerten zusammen die portugiesische Küste an, verloren aber am 11. Juli den Kontakt zueinander. Die Wasserreserven wurden rationiert und nicht gebrauchte Kleidungsstücke wurden verbrannt, um durch den Rauch auf sich aufmerksam zu machen. Nr. 2, das von dem Zweiten Offizier John L. Anson kommandiert wurde, wurde erst am 25. Juli, 20 Tage nach der Versenkung der Avila Star, von dem portugiesischen Aviso Pedro Nunes gefunden. Von den anfangs 39 Insassen waren in der Zwischenzeit zehn gestorben. Zwei weitere starben am darauf folgenden Tag in einem Krankenhaus in Lissabon. Rettungsboot Nr. 6 wurde nie gefunden.

## Nachspiel
Von den 196 Menschen an Bord der Avila Star kamen insgesamt 84 ums Leben, 17 Passagiere und 67 Besatzungsmitglieder. Die meisten Todesopfer waren durch das in die Luft gejagte Rettungsboot zu beklagen, die übrigen verstarben später während der langen Wartezeit in den Booten. Der Leitende Offizier, Eric R. Pearce, der Erste Offizier Michael Tallack und der Zweite Offizier John Anson wurden mit dem Order of the British Empire ausgezeichnet. Pearce wurde zusätzlich die Ehrenauszeichnung Lloyd’s War Medal for Bravery at Sea zuerkannt. Der Bootsmaat John Andrew Gray erhielt die British-Empire-Medaille.
Der Passagierin Maria Elizabeth („Mary“) Ferguson (1923–2006), der 19-jährigen Tochter eines in Argentinien lebenden britischen Plantagenbesitzers, wurde besondere Anerkennung zuteil. Sie befand sich auf der Avila Star auf dem Weg nach Großbritannien, um sich als freiwillige Kriegshelferin zu melden. Sie saß in Rettungsboot Nr. 7 und wurde fünf Meter hoch in die Luft geschleudert, als der dritte Torpedo von U 201 unter dem Boot detonierte. Sie trug eine Kopfverletzung davon, schluckte viel Dieselöl und bekam 48 Salzwasserbeulen. Trotz ihres Zustands kümmerte sie sich während der 20 Tage in Boot Nr. 2 um verletzte Passagiere und sorgte für die Aufrechterhaltung der Moral. Daher wurde Ferguson mit der British-Empire-Medaille und der Lloyd’s War Medal for Bravery at Sea geehrt.